# Bulin 1.5
Der Bulin 1.5 dient als sicherer und nach Belastung sehr leicht wieder lösbarer Anseilknoten. Beim Knüpfen kann allerdings durch inneres Verschieben ein nicht belastbarer, durchlaufender Knoten entstehen.

## Namen und Geschichte
Der Bulin 1.5 ist eine Abwandlung des Bulin. Erstmals wurde er Ende der 1970er Jahre von John Harlin als Knoten zum Anseilen beschrieben. Er wurde entwickelt, nachdem entdeckt wurde, dass sich der gewöhnliche Bulin bei Ringbelastung löst und somit nicht als Anseilknoten eignet. Der Name Bulin 1.5 stammt von Christian Semmel (ehemals Leiter der Sicherheitsforschung beim DAV). Er wird auch als Palstek mit Yosemite-Hintersicherung bzw. Bulin mit Yosemite-Hintersicherung bezeichnet.

## Gefahren

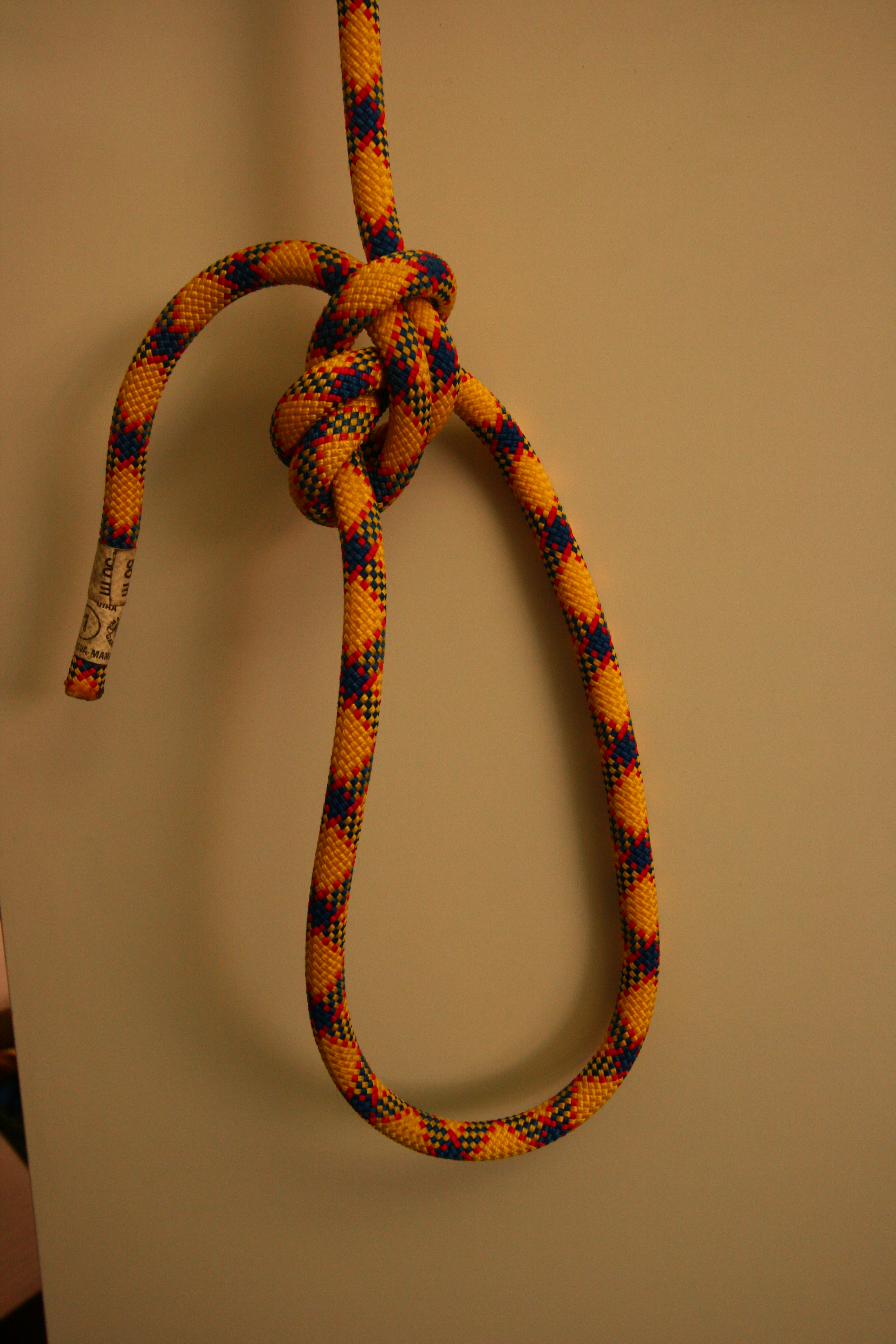
Bulin 1.5 (Rückseite)

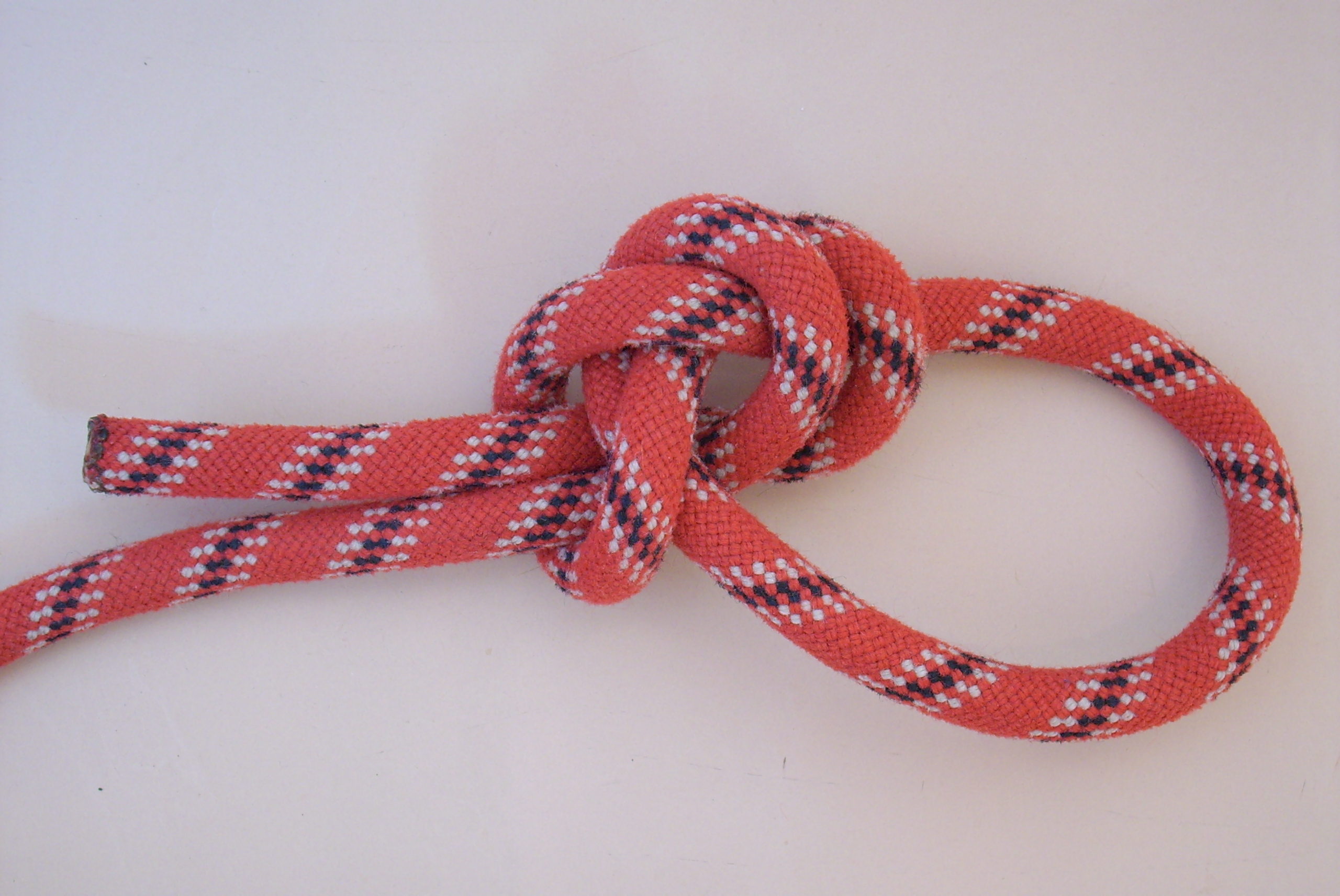
Richtig
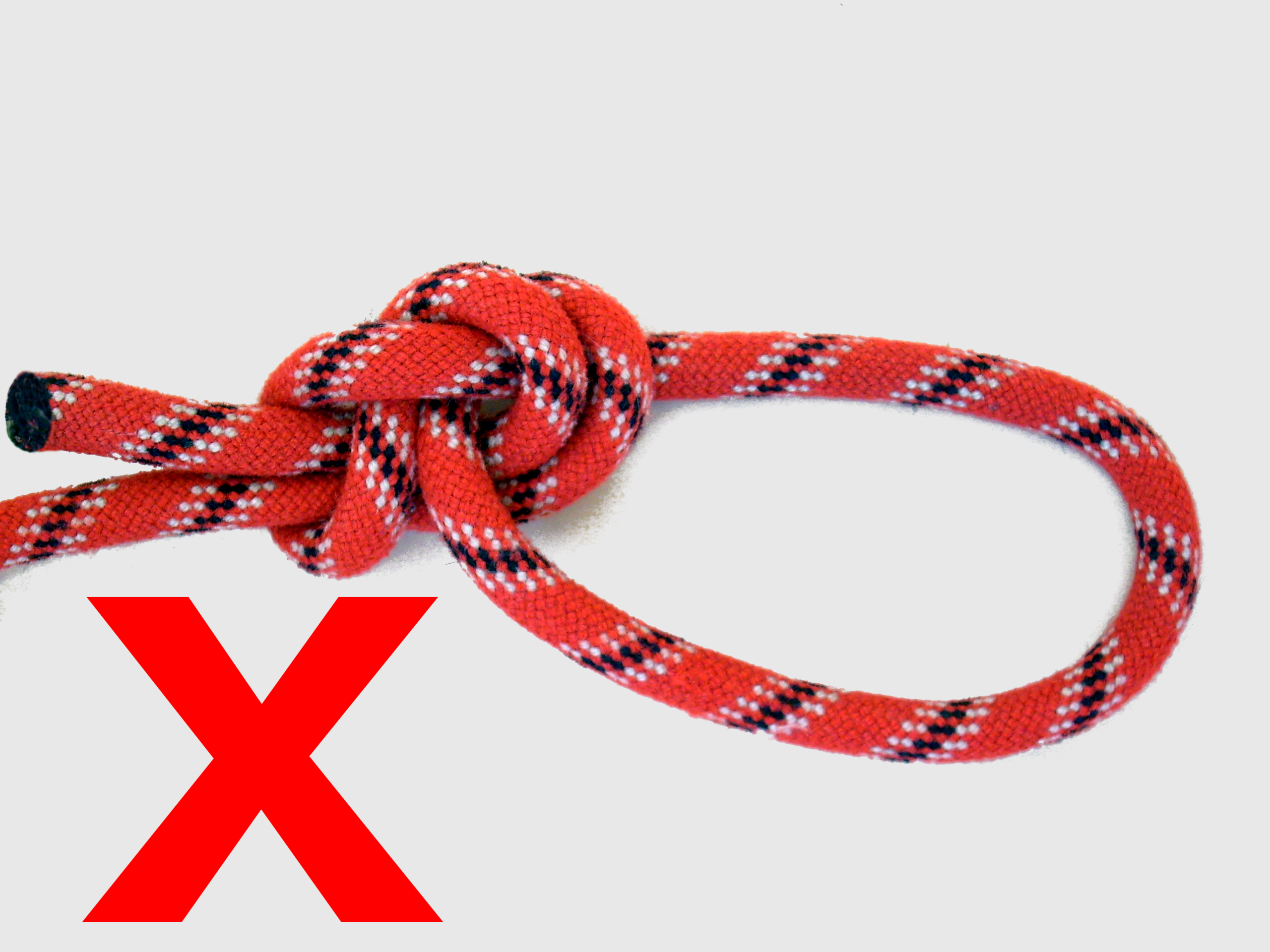
Falsch ! zuletzt gelegte Schlaufe liegt falsch

Beim Knüpfen kann durch unbemerktes inneres Hochrutschen der zuletzt gelegten Schlaufe ein gefährlicher Rauschknoten entstehen (ein Achterknoten, durch den das Seilende einfach gefädelt ist und daher frei durchrutscht). Beide Knoten sind schwer auseinanderzuhalten.
Jedoch stellt anscheinend nicht jeder falsch geknüpfte Bulin 1.5 Knoten ein Sicherheitsrisiko dar.

## Anwendung
Der Bulin 1.5 bildet eine besonders sichere, feste Schlaufe.
Entscheidend ist seine hohe Knotenfestigkeit: das Seil behält etwa 67 Prozent der ursprünglichen Reißfestigkeit. Er hat von allen beim Klettern verwendeten Schlaufenknoten die höchste Bruchfestigkeit und schwächt das Seil am wenigsten. Der Bulin 1.5 ist in dieser Hinsicht dem weltweit beim Klettern und in der Rettung verwendeten Achterknoten (63 Prozent) überlegen. Der Bulin 1.5 dient als alternativer Anseilknoten. Er hat gegenüber dem Achterknoten den Vorteil, dass er sich nach hoher oder mehrfacher Belastung sowie in feuchtem und gefrorenem Zustand leicht wieder lösen lässt. Notfalls ist er mit einer Hand knüpfbar.
Der Knoten ist fehleranfälliger als der Achterknoten oder der doppelte Bulin, da die richtige Knüpfung optisch schwierig nachvollziehbar ist.

Beim Klettern wird daher der Achterknoten oder der doppelte Bulin empfohlen und bevorzugt.

## Knüpfen
Für die Anwendung am Klettergurt wird der Bulin 1.5 gesteckt: In das Ende eines Seils schlingt man ein Auge, so dass noch etwa ein Meter Seilende frei bleibt und führt dieses durch die Schlaufen des Klettergurtes.
Nun fährt man mit dem losen Ende durch das Auge, um das feste (lange) Ende herum, und wieder zurück durch das Auge (wie beim innenliegenden Bulin). Entscheidend ist, dass man das lose Ende von der richtigen Seite in das Auge führt, und umgekehrt wieder durch das Auge zurück, so dass die beiden Seilenden parallel liegen. Wenn man von der falschen Seite in das Auge eintaucht, entsteht kein Knoten.
Anders als beim Bulin fährt man nun mit dem losen Ende dem kleinen Auge parallel nach, so dass das lose Ende parallel zum langen Ende zu liegen kommt und dabei eine Art "halber Achterknoten" entsteht. Knoten anschließend sorgfältig festziehen. Dabei unbedingt darauf achten, dass zuerst der "Palstek" und danach die Rückführung festgezogen wird. Zieht man zuerst die Rückführung fest, kann sich der Knoten teilweise lösen, sodass ein unsicherer Knoten entsteht.

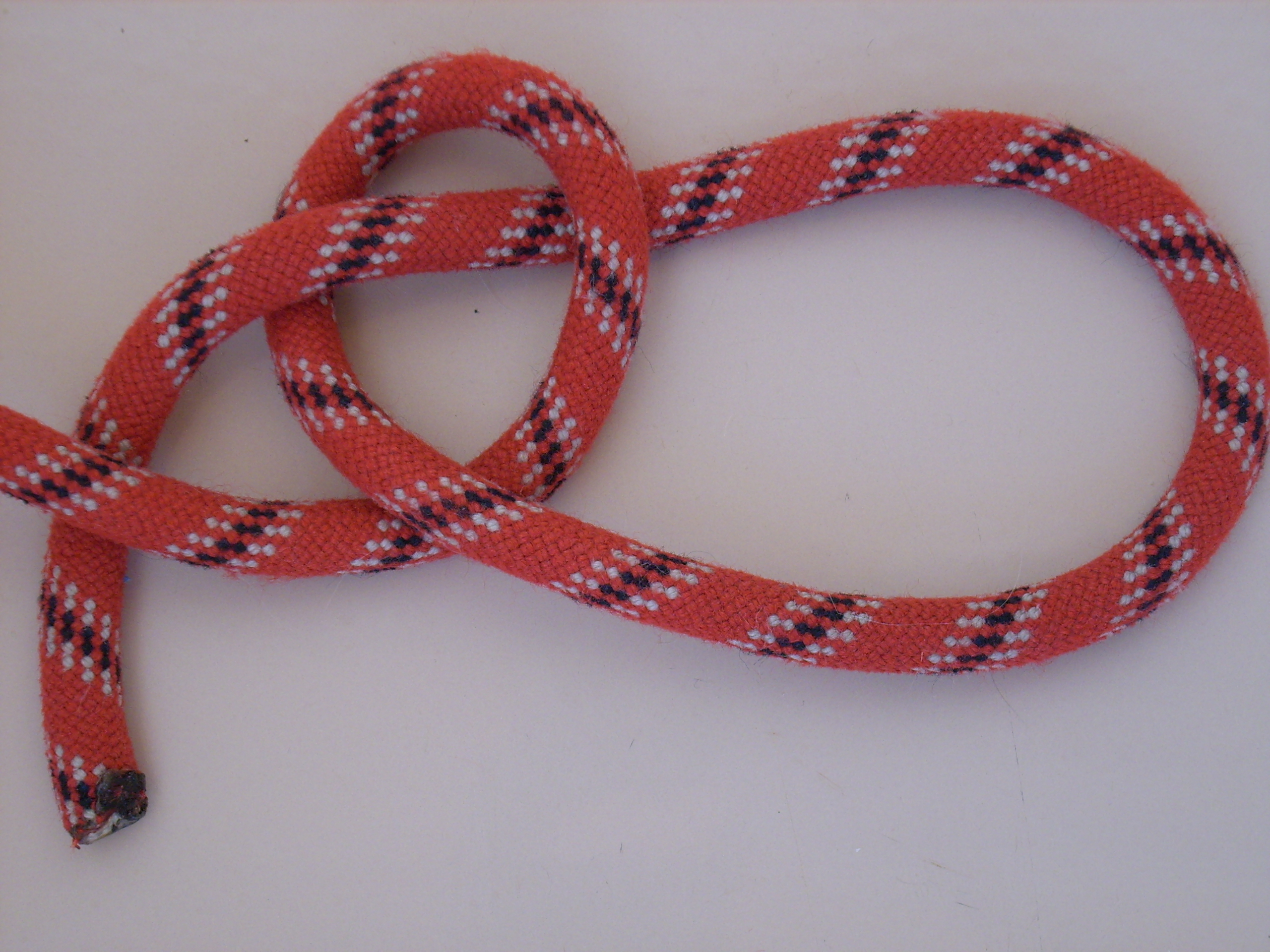
durch die Bucht, um das ziehende Ende
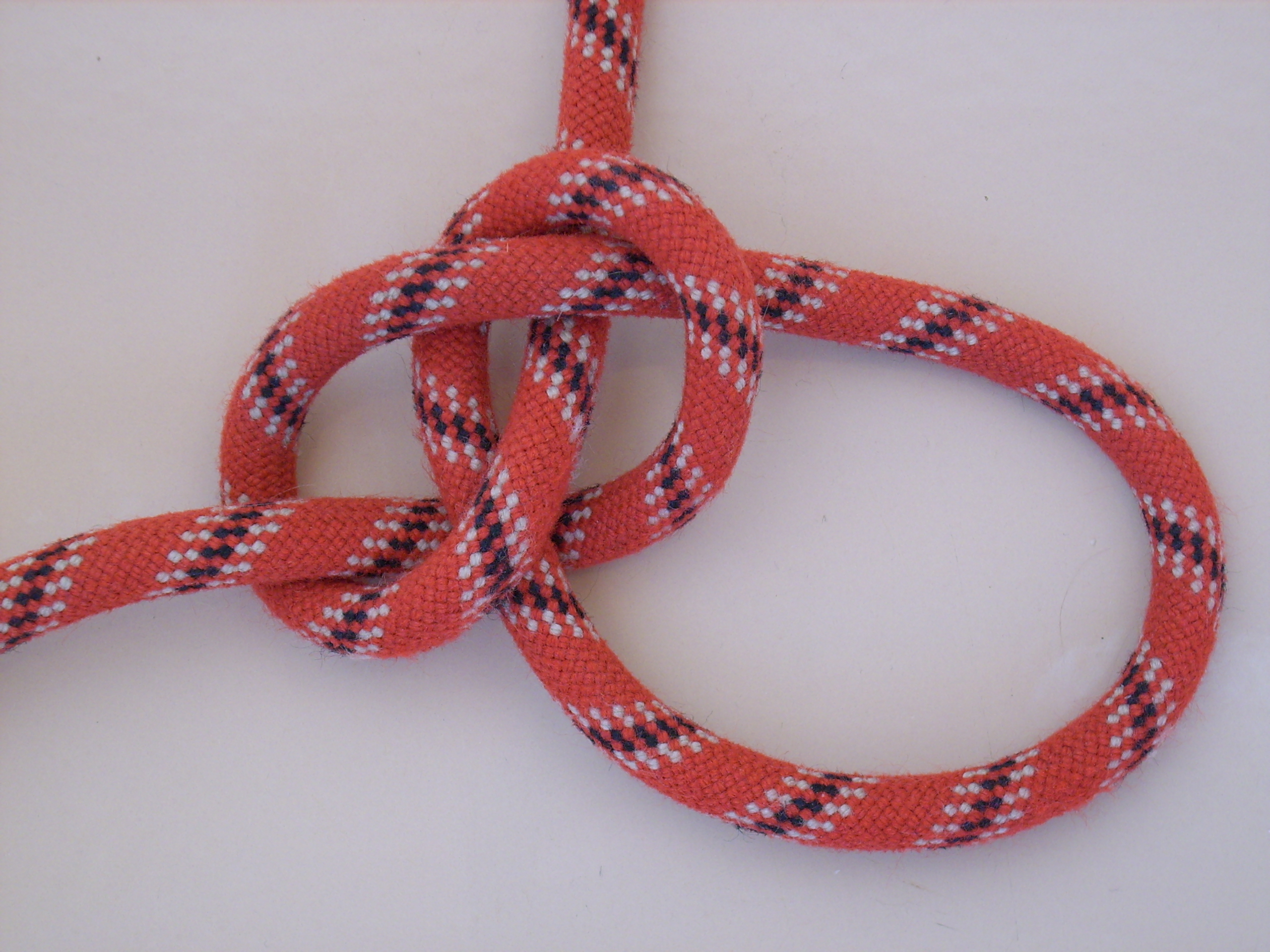
ähnlich dem innenliegenden Palstek

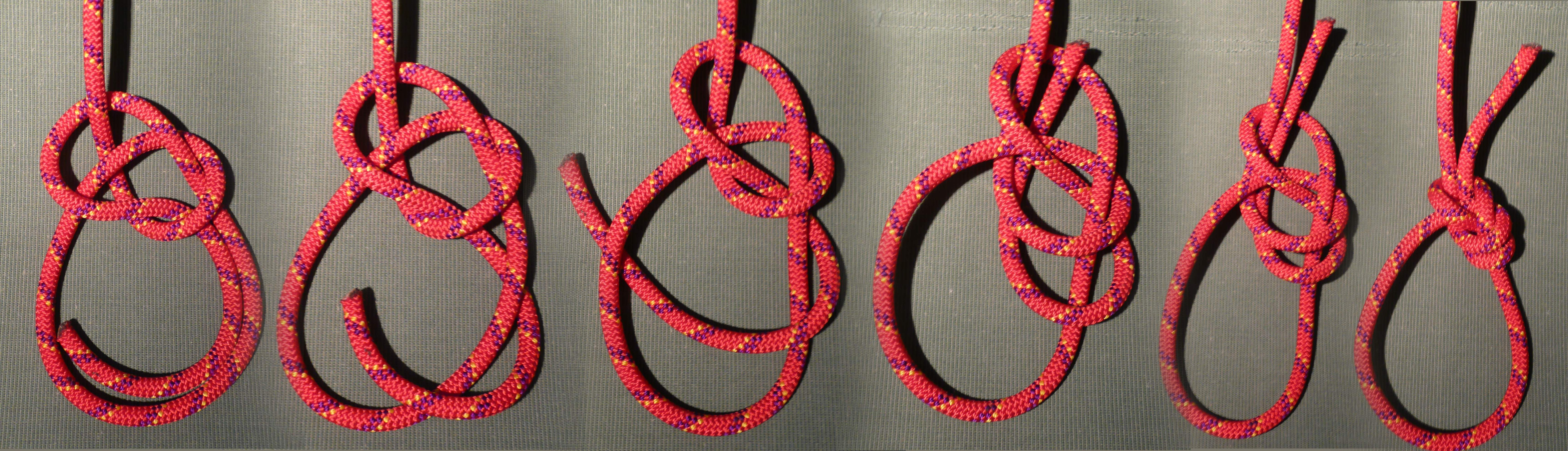
Knüpfen des Bulin 1.5 in fünf Stufen

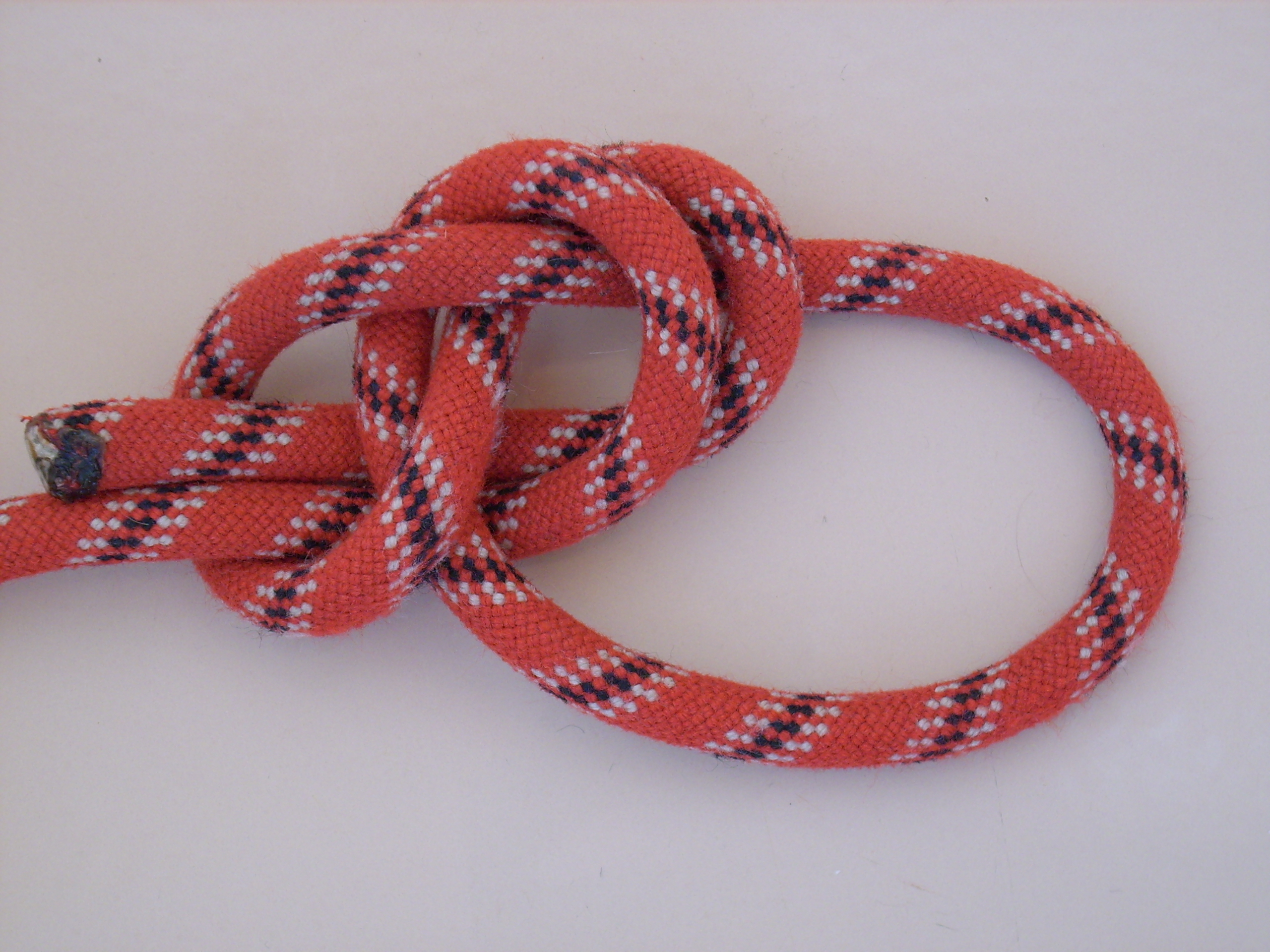
fertig

## Alternativen
- Offizieller Anseilknoten bei Kletterwettkämpfen ist der Achterknoten.
- Der Doppelte Bulin ist nach Gebrauch ebenfalls leicht zu lösen und weniger fehlerträchtig.
- Der Prohaska-Palstek ist leichter und übersichtlicher.
- Wird eine feste Schlinge in der Mitte eines Seiles benötigt, empfiehlt sich der Schmetterlingsknoten.
- Wird eine einfache Schlaufe für sicherheitsirrelevante Anwendungen benötigt, reicht ein Palstek.